# PGC 2176893
LEDA/PGC 2176893 ist eine Galaxie im Sternbild Andromeda am Nordsternhimmel. Sie ist schätzungsweise 1,7 Milliarden Lichtjahre von der Milchstraße entfernt und hat einen Durchmesser von etwa 205.000 Lichtjahren. Vom Sonnensystem aus entfernt sich das Objekt mit einer errechneten Radialgeschwindigkeit von näherungsweise 37.700 Kilometern pro Sekunde.

## Galaktisches Umfeld
| Nr. | Galaxie          | Alternativname          | Rek           | Dek           | Distanz/asec |
| --- | ---------------- | ----------------------- | ------------- | ------------- | ------------ |
| →   | LEDA/PGC 2176893 | 2MASX J02335416+4110371 | 02h33m54.22s  | +41d10m36.9s  | 0            |
| 1   | LEDA/PGC 9804    | CGCG 539-050            | 02h34m25.837s | +41d08m53.11s | 372.48       |
| 2   | LEDA/PGC 2178643 | 2MASX J02335453+4117091 | 02h33m54.54s  | +41d17m09.3s  | 392.01       |
| 3   | LEDA/PGC 2177335 | 2MASX J02330963+4112224 | 02h33m09.63s  | +41d12m22.5s  | 513.16       |
| 4   | LEDA/PGC 9755    | CGCG 539-044            | 02h33m40.16s  | +41d20m47.2s  | 630.46       |
| 5   | LEDA/PGC 9825    | UGC 2058                | 02h34m53.37s  | +41d07m06.9s  | 700.35       |
| 6   | LEDA/PGC 2179618 | 2MASX J02342961+4120326 | 02h34m29.64s  | +41d20m32.5s  | 717.10       |
| 7   | LEDA/PGC 2180099 | 2MASX J02341780+4122206 | 02h34m17.80s  | +41d22m20.9s  | 752.59       |